# 江南街道 (金华市)
江南街道是中国浙江省金华市婺城区下辖的一个街道，由金华经济技术开发区托管，辖区大致为婺江、武义江、宾虹路、双龙南街间范围，面积2.18平方千米:65。
辖区曾分属城郊乡、城南乡和城西街道，1986年2月由原城西街道拆分出凤凰山和五百滩街道，于五百滩13幢设街道办，1990年3月五百滩街道改名江南街道，街道办迁至高畈，1996年迁至双溪西路38号现址，婺星路居委会划归西关街道。2003年4月29日，原属三江街道的汪家店、中村、五里牌楼、高畈、后姜、金钱寺村划归江南街道办事处管理:65。
2022年5月，江南街道发布通知：对双溪西路片区高畈社区原汪家店、高畈、后姜村以及下官桥社区居委会原五里牌楼村地块，计划进行土地征收和城中村改造。

## 辖区
该街道辖有：
下官桥社区、南苑社区、兴学社区、高畈社区、中村社区、金钱寺社区和金龙湾社区。
- 金龙湾和国际友城公园
- 街道办
- 金华福泰隆广场
- 金钱寺
- 下官桥社区五里牌楼和远处的五百滩
- 中村社区
- 高畈社区高歌路
- 金华市青少年宫